# 前田美順
前田美順（日语：／ Maeda Miyuki，1985年10月14日—），日本女子羽毛球运动员。鹿兒島縣霧島市出生，熊本縣熊本中央高校畢業，曾隸屬於瑞薩電子公司（九州・山口）、再春館製藥所羽毛球隊成員，隊員編號10號，并担任アシスタントコーチ一职，于2018年4月23日退出再春館製藥所羽毛球隊。

## 簡歷

### 2006年
2006年11月，前田美順代表日本参加卡塔尔多哈举办的亞洲運動會，助日本女队赢得女团银牌。

### 2007年
2007年4月，前田美順分别与末綱聰子以及舛田圭太出战大阪羽毛球國際挑戰賽，在女双準决赛以0比2（17-21、19-21）不敌队友的小椋久美子/潮田玲子。同年7月，她与末綱聰子出战菲律賓羽毛球公開賽，在女双準决赛以1比2（12-21、21-11、9-21）不敌中国的潘攀/田卿。同年8月，她分别与末綱聰子以及舛田圭太出战美國羽毛球大獎賽，在女双决赛以2比1（16-21、21-14、21-15）击败了赛会头号种子、队友的赤尾亞希/松田友美，这也是她首个国际大獎賽女双冠军；而混双决赛以2比1（19-21、21-11、21-19）击败了赛会3号种子、美国强档的白国豪/李意恒，再次夺得冠军。
2008年，前田與末綱聰子的組合代表日本參加北京舉行的奧運會羽毛球女子雙打比賽。在次圈即面對衛冕冠軍及世界排名第一的中國選手楊維/張潔雯組合。在先落後一局8-21的情況下，接連兩盤以23-21和21-14反勝；前田賽後形容這場勝仗是職業生涯以來最偉大的勝利。可惜，她們在接下來的準決賽和銅牌賽分別不敵韓國和中國選手，無緣贏取獎牌。
2010年11月，前田代表日本出戰廣州亞運會，參加羽毛球比賽的女子雙打（夥拍末綱聰子）及團體項目。

### 2013年世錦賽
2013年8月，前田美順參加中國廣州舉行的世界羽毛球錦標賽，分別與橋本博且和末綱聰子出戰混合雙打及女子雙打項目。在混合雙打方面，她與橋本首圈以2-0淘汰印度組合選手晉級，但在第二圈就以1比2（21-10、17-21、11-21）不敵6號種子、印尼的穆罕默德·雷扎/戴比·苏珊托出局。而女子雙打方面，她與末綱首圈輪空，第二圈即以2比1力克德國組合晉級；但在第三圈就以0比2（9-21、18-21）負於11號種子、韓國的鄭景銀/金荷娜，16強止步。

## 主要比賽成績

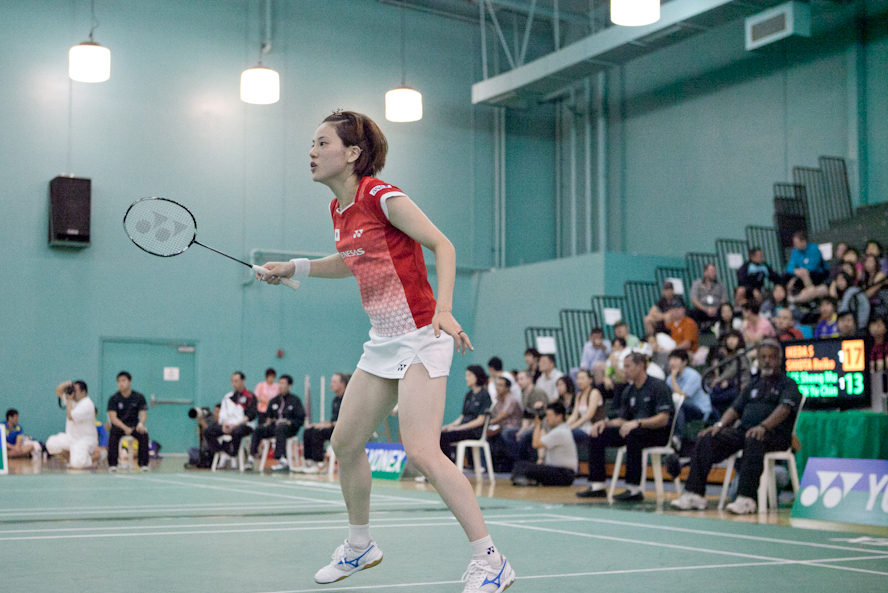
前田美順參加2011年美國羽毛球公開賽

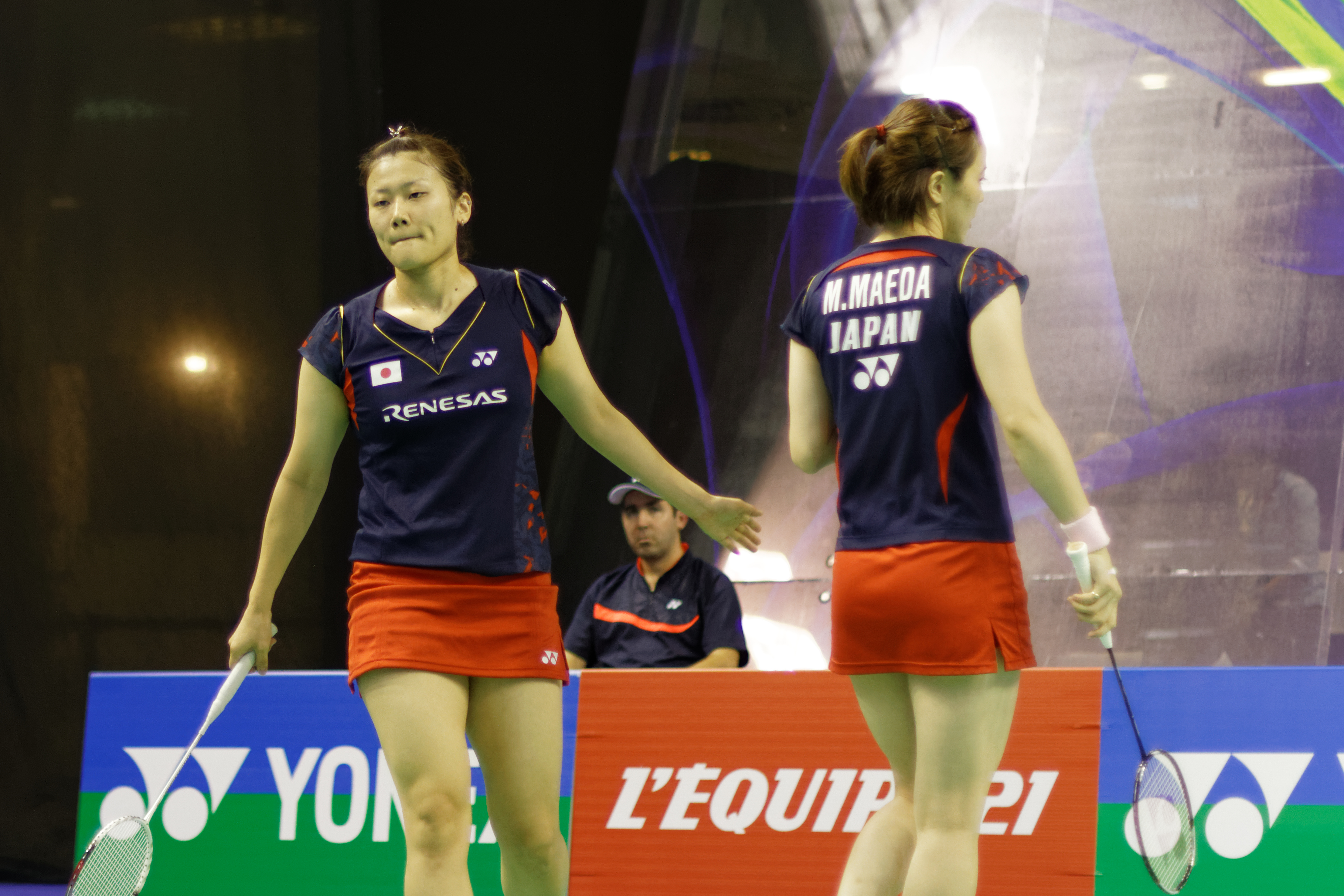
前田美順與新搭檔垣岩令佳

只列出曾進入準決賽的國際賽事成績：
| 年份   | 賽事                     | 公開賽級別 | 項目     | 拍檔     | 成績   |
| ------ | ------------------------ | ---------- | -------- | -------- | ------ |
| 2006年 | 亞洲運動會羽毛球比賽     | 其他       | 女子團體 | －       | 銀牌   |
| 2007年 | 大阪羽毛球國際挑戰賽     | 國際挑戰賽 | 女子雙打 | 末綱聰子 | 準決賽 |
| 2007年 | 大阪羽毛球國際挑戰賽     | 國際挑戰賽 | 混合雙打 | 舛田圭太 | 冠軍   |
| 2007年 | 菲律賓羽毛球公開賽       | 黃金大獎賽 | 女子雙打 | 末綱聰子 | 準決賽 |
| 2007年 | 美國羽毛球大獎賽         | 大獎賽     | 女子雙打 | 末綱聰子 | 冠軍   |
| 2007年 | 美國羽毛球大獎賽         | 大獎賽     | 混合雙打 | 舛田圭太 | 冠軍   |
| 2008年 | 德國羽毛球大獎賽         | 大獎賽     | 女子雙打 | 末綱聰子 | 亞軍   |
| 2008年 | 印度羽毛球黃金大獎賽     | 黃金大獎賽 | 女子雙打 | 末綱聰子 | 亞軍   |
| 2008年 | 印尼羽毛球超級賽         | 超級賽     | 女子雙打 | 末綱聰子 | 亞軍   |
| 2008年 | 奧林匹克運動會羽毛球比賽 | 其他       | 女子雙打 | 末綱聰子 | 第四名 |
| 2008年 | 日本羽毛球超級賽         | 超級賽     | 女子雙打 | 末綱聰子 | 準決賽 |
| 2009年 | 亞洲羽毛球錦標賽         | 其他       | 混合雙打 | 平田典靖 | 季軍   |
| 2009年 | 日本羽毛球超級賽         | 超級賽     | 女子雙打 | 末綱聰子 | 亞軍   |
| 2010年 | 韓國羽毛球超級賽         | 超級賽     | 混合雙打 | 平田典靖 | 準決賽 |
| 2010年 | 瑞士羽毛球超級賽         | 超級賽     | 女子雙打 | 末綱聰子 | 亞軍   |
| 2010年 | 印尼羽毛球超級賽         | 超級賽     | 女子雙打 | 末綱聰子 | 準決賽 |
| 2010年 | 澳門羽毛球黃金大獎賽     | 黃金大獎賽 | 女子雙打 | 末綱聰子 | 準決賽 |
| 2010年 | 日本羽毛球超級賽         | 超級賽     | 女子雙打 | 末綱聰子 | 準決賽 |
| 2010年 | 丹麥羽毛球超級賽         | 超級賽     | 女子雙打 | 末綱聰子 | 冠軍   |
| 2010年 | 世界羽聯超級系列賽總決賽 | 超級賽     | 女子雙打 | 末綱聰子 | 準決賽 |
| 2011年 | 印度羽毛球超級賽         | 超級賽     | 女子雙打 | 末綱聰子 | 冠軍   |
| 2011年 | 馬來西亞羽毛球黃金大獎賽 | 黃金大獎賽 | 女子雙打 | 末綱聰子 | 冠軍   |
| 2011年 | 美國羽毛球黃金大獎賽     | 黃金大獎賽 | 女子雙打 | 末綱聰子 | 準決賽 |
| 2011年 | 世界羽毛球錦標賽         | 其他       | 女子雙打 | 末綱聰子 | 準決賽 |
| 2011年 | 澳門羽毛球黃金大獎賽     | 黃金大獎賽 | 女子雙打 | 末綱聰子 | 準決賽 |
| 2011年 | 印度羽毛球大獎賽         | 大獎賽     | 女子雙打 | 末綱聰子 | 亞軍   |
| 2012年 | 澳洲羽毛球黃金大獎賽     | 黃金大獎賽 | 女子雙打 | 末綱聰子 | 準決賽 |
| 2012年 | 印度羽毛球超級賽         | 超級賽     | 女子雙打 | 末綱聰子 | 準決賽 |
| 2012年 | 新加坡羽毛球超級賽       | 超級賽     | 女子雙打 | 末綱聰子 | 準決賽 |
| 2012年 | 日本羽毛球超級賽         | 超級賽     | 女子雙打 | 末綱聰子 | 準決賽 |
| 2012年 | 中國羽毛球首要超級賽     | 首要超級賽 | 女子雙打 | 末綱聰子 | 亞軍   |
| 2013年 | 全英羽毛球首要超級賽     | 首要超級賽 | 女子雙打 | 末綱聰子 | 準決賽 |
| 2013年 | 印度羽毛球超級賽         | 超級賽     | 女子雙打 | 末綱聰子 | 冠軍   |
| 2013年 | 美國羽毛球黃金大獎賽     | 黃金大獎賽 | 女子雙打 | 垣岩令佳 | 準決賽 |
| 2013年 | 丹麥羽毛球首要超級賽     | 首要超級賽 | 女子雙打 | 垣岩令佳 | 準決賽 |
| 2014年 | 韓國羽毛球超級賽         | 超級賽     | 女子雙打 | 垣岩令佳 | 準決賽 |
| 2014年 | 馬來西亞羽毛球首要超級賽 | 首要超級賽 | 女子雙打 | 垣岩令佳 | 準決賽 |
| 2014年 | 德國羽毛球黃金大獎賽     | 黃金大獎賽 | 女子雙打 | 垣岩令佳 | 準決賽 |
| 2014年 | 優霸盃                   | 其他       | 女子團體 | －       | 亞軍   |
| 2014年 | 日本羽毛球超級賽         | 超級賽     | 女子雙打 | 垣岩令佳 | 亞軍   |
| 2014年 | 世界羽毛球錦標賽         | 其他       | 女子雙打 | 垣岩令佳 | 準決賽 |
| 2014年 | 亞洲運動會羽毛球比賽     | 其他       | 女子團體 | －       | 銅牌   |
| 2014年 | 丹麥羽毛球首要超級賽     | 首要超級賽 | 女子雙打 | 垣岩令佳 | 準決賽 |
| 2015年 | 瑞士羽毛球黃金大獎賽     | 黃金大獎賽 | 女子雙打 | 垣岩令佳 | 準決賽 |
| 2015年 | 新加坡羽毛球超級賽       | 超級賽     | 女子雙打 | 垣岩令佳 | 準決賽 |
| 2015年 | 丹麥羽毛球首要超級賽     | 首要超級賽 | 女子雙打 | 垣岩令佳 | 準決賽 |

| 2007-2017年 | 首要超級賽 | 超級賽 | 黃金大獎賽 | 大獎賽 | 國際挑戰賽 | 國際系列賽 | 未來系列賽 | 其他 |

| 2018-2026年 | 總決賽 | 超級1000賽 | 超級750賽 | 超級500賽 | 超級300賽 | 超級100賽 | 國際挑戰賽 | 國際系列賽 | 未來系列賽 | 其他 |

### 奧運會和世錦賽參賽紀錄
|          | 搭檔     | 2005 | 2006 | 2007 | 2008   | 2009 | 2010 | 2011 | 2012       | 2013 | 2014 | 2015 |
| -------- | -------- | ---- | ---- | ---- | ------ | ---- | ---- | ---- | ---------- | ---- | ---- | ---- |
| 女子雙打 | 末綱聰子 | 32強 | 32強 | 16強 | 第四名 | 8強  | 8強  | 季軍 | 小組第三名 | 16強 | －   | －   |
| 女子雙打 | 垣岩令佳 | －   | －   | －   | －     | －   | －   | －   | －         | －   | 季軍 | 16強 |
|          |          |      |      |      |        |      |      |      |            |      |      |      |
| 混合雙打 | 舛田圭太 | －   | －   | 32強 | －     | －   | －   | －   | －         | －   | －   | －   |
| 混合雙打 | 平田典靖 | －   | －   | －   | －     | －   | 32強 | －   | －         | －   | －   | －   |
| 混合雙打 | 橋本博且 | －   | －   | －   | －     | －   | －   | －   | －         | 32強 | 48強 | －   |